# Наяла
Наяла (фр. Nayala) — одна з 45 провінцій Буркіна-Фасо. Входить до складу регіону Букле-ду-Мухун. Адміністративний центр провінції — місто Тома. Площа провінції становить 3919 км².

## Населення
За даними на 2013 рік чисельність населення провінції становила 188 813 осіб.
Динаміка чисельності населення провінції по роках:
| 1996   | 1997   | 2005   | 2006   | 2013   |
| ------ | ------ | ------ | ------ | ------ |
| 136393 | 136273 | 172055 | 162869 | 188813 |

## Адміністративний поділ
В адміністративному відношенні поділяється на 6 департаментів:
- Гасам
- Госіна
- Кугні
- Тома
- Яба
- Йе